# Gare de Fukui
La gare de Fukui (福井駅, Fukui-eki) est la gare ferroviaire principale de la ville de Fukui, dans la préfecture éponyme au Japon.
Elle est exploitée conjointement par la West Japan Railway Company (JR West) et les compagnies privées Echizen Railway et Hapi-Line Fukui.

## Situation ferroviaire
La gare de Fukui est située au point kilométrique (PK) 421,4 de la ligne Shinkansen Hokuriku et au PK 54,0 de la ligne Hapi-Line Fukui. Elle marque le début de la ligne Katsuyama Eiheiji.

## Histoire
La gare a été inaugurée le 15 juillet 1896.
La ligne Shinkansen Hokuriku dessert la gare depuis le 16 mars 2024.

## Service des voyageurs

### Accueil
La gare dispose d'un bâtiment voyageurs, avec guichets, ouvert tous les jours.

### Desserte

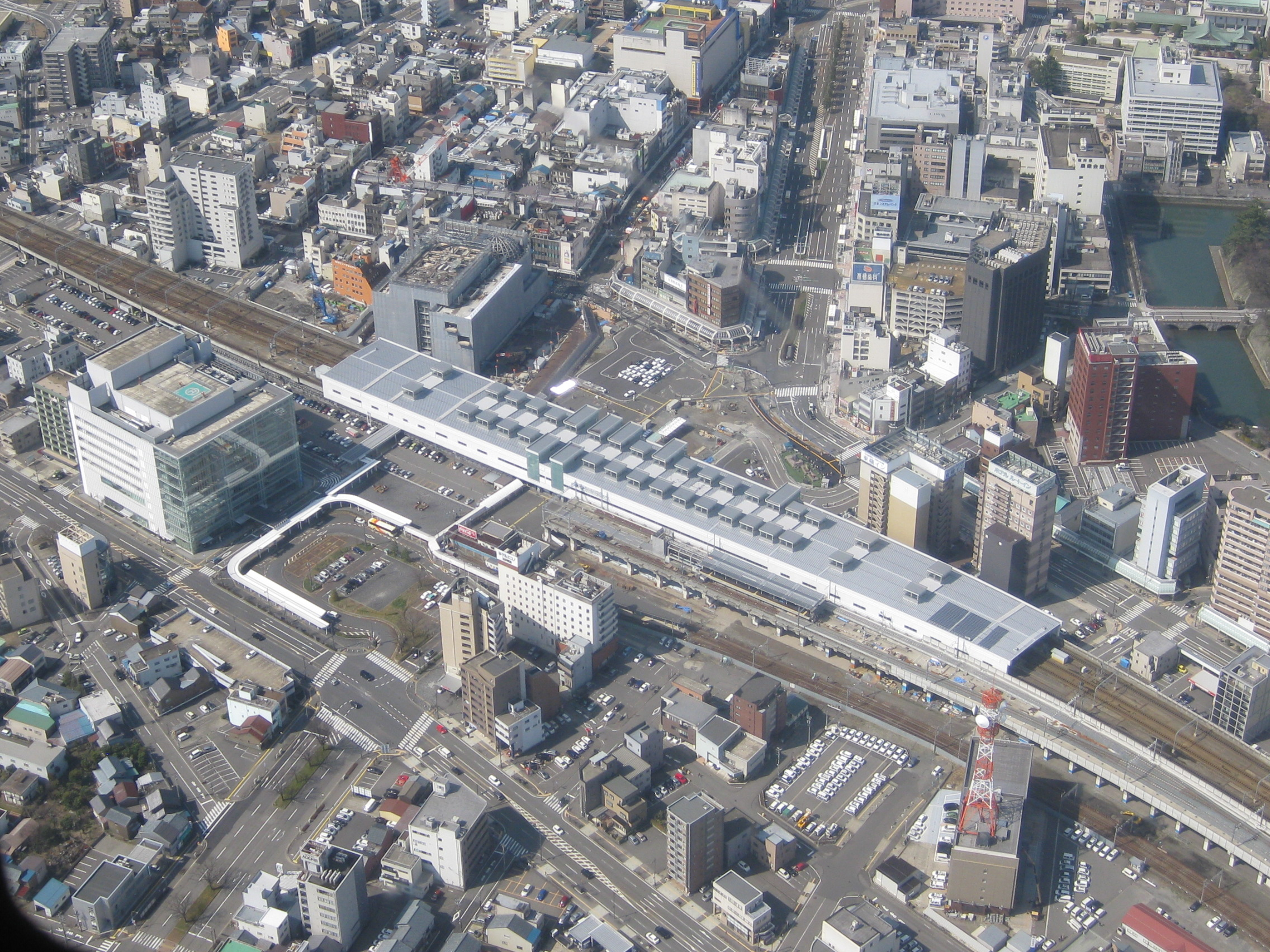
Vue aérienne de la gare

#### JR West
- Ligne Etsumi-Hoku :
  - voie 2 : direction Kuzuryūko
- Ligne Shinkansen Hokuriku :
  - voie 11 : direction Kanazawa, Toyama et Tokyo
  - voie 12 : direction Tsuruga

#### Hapi-Line Fukui
- Ligne Hapi-Line Fukui :
  - voies 1 et 3 : direction Daishōji et Kanazawa
  - voies 4 et 5 : direction Tsuruga

#### Echizen Railway
- Ligne Mikuni Awara :
  - voie 1 :  pour Nishi-Nagata et Mikuni-Minato
- Ligne Katsuyama Eiheiji :
  - voie 2 :  pour Eiheijiguchi et Katsuyama

### Intermodalité
Le tramway de Fukui passe à proximité de la gare.